# Villarsel-sur-Marly
Villarsel-sur-Marly is een gemeente en plaats in het Zwitserse kanton Fribourg, en maakt deel uit van het district Saane/Sarine.
Villarsel-sur-Marly telt 85 inwoners.

## Politiek
Van 1992 tot 1996 was Elisabeth Déglise burgemeester (syndic) van Villarsel-sur-Marly.

## Overleden
- Elisabeth Déglise (1931-1999), politica